# Sydenham Damerel
Sydenham Damerel lub South Sydenham – wieś i civil parish w Anglii, w Devon, w dystrykcie West Devon. W 2011 civil parish liczyła 245 mieszkańców. Sydenham Damerel jest wspomniana w Domesday Book (1086) jako Sidelham/Sidreham.